# Église Sainte-Eulalie de Montblanc
L'église Sainte-Eulalie de Montblanc est une église fortifiée située à Montblanc dans le département français de l'Hérault, en région Occitanie.

## Historique

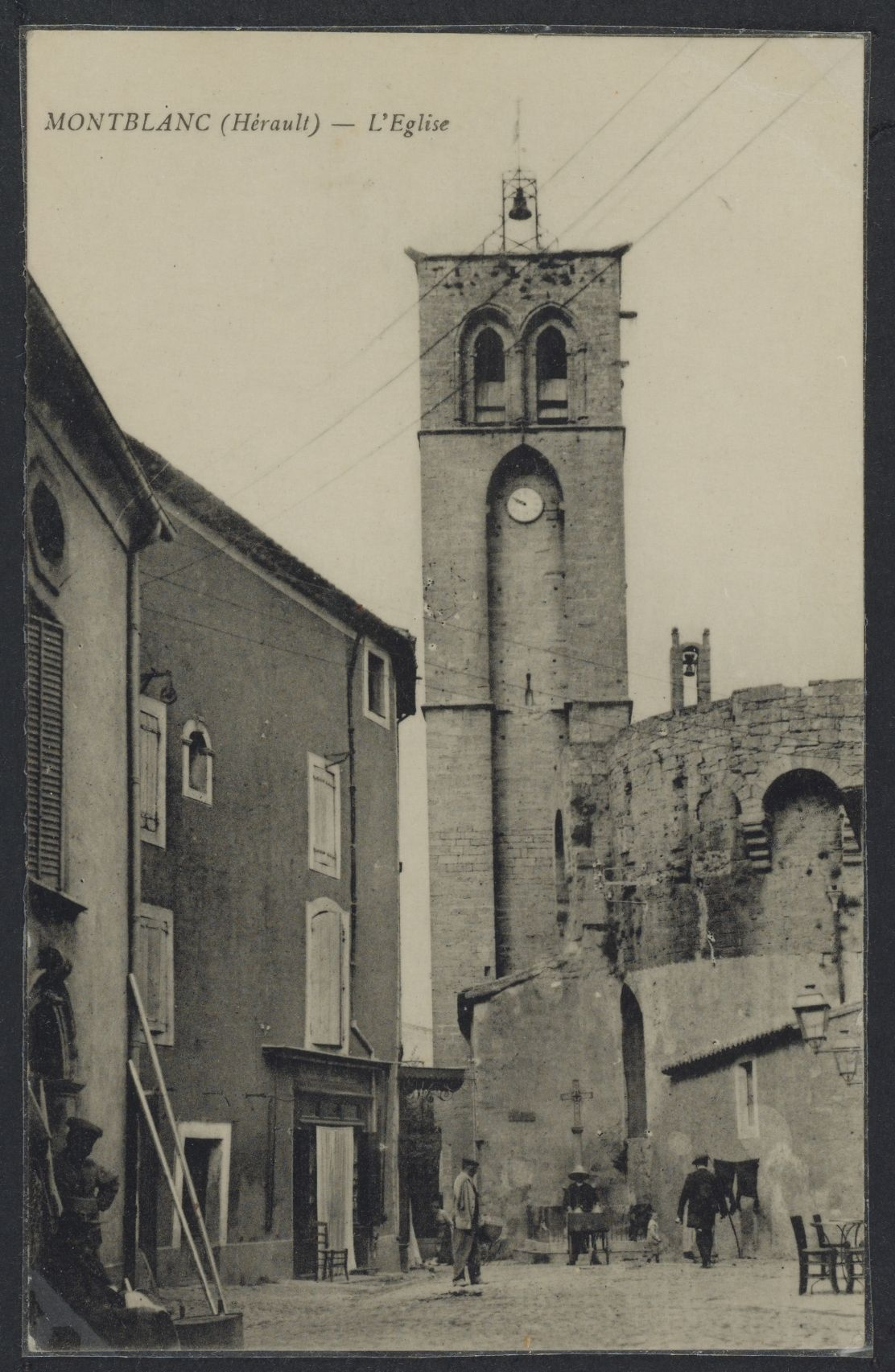
Carte postale de l'église, 1916.

L'église fut sans doute construite au début du XIIe siècle, inclus dans les fortifications du « castrum », avec de nombreuses modifications ultérieures, apportées aux XIIIe et XIVe siècles.
Elle fait l'objet d'un classement au titre des monuments historiques depuis le 29 avril 1987.